# Viveros Francisco Ferrer
Viveros Francisco Ferrer és un grup familiar d'horticultura valencià amb instal·lacions a Xiva i Sevilla. Fundat per l'alaquaser Francisco Ferrer Martí, dedicat al viver en el cultiu i obtenció de noves varietats de roses, essent un dels grans creadors de roses del món. Actualment Viveros Francisco Ferrer i Universal Plantas, és una empresa amb una tradició de més de 70 anys especialitzades en el cultiu, comercialització i assessorament tècnic de plantes de roser. Controla diverses societats hortícoles responsables de la hibridació, la selecció, el cultiu, la venda i la protecció de les espècies desenvolupades o seleccionades entre les espècies del grup. Comercialitzen Obtencions de roses de la casa Meilland, des de l'any 1969, a més dels seus propis obtentors.
Va escriure nombrosos articles i dos llibres de renom en el sector ornamental, La protección de rosas en cultivo protegido (1986) i amb Pedro José Salvador Palomo: El rosal. Manual del buen aficionado (1991). Ha produït roses d'altres hibridadors estrangers, a més de portar endavant una important empresa de vivers, de la que han sorgit vint i quatre varietats de roses noves. La saga familiar composta pel fills Francisco, José i Matilde Ferrer Sena, ha seguit la tradició familiar de productors de rosers, en diverses empreses del sector. La rosa del mil·lenari de Sant Feliu (2002), R. 'Barcelona', R. 'Vanessa el Campello', són algunes de les més de 50 creacions. El 2013 van aconseguir quatre varietats noves, entre elles Blasco Ibáñez i George Mustaki. Matilde, com a dissenyadora de roserars, durant els anys 2012 i 2013 va efectuar una remodelació del Roserar Dr. López Rosat als Jardins del Real de la ciutat de València, que ja l'any 1973 va plantar per primera vegada son pare Francisco Ferrer i que commemorava la primera edició internacional del Certamen Iberflora, quedant conformada amb un disseny geomètric dels parterres de cultiu que envolten a una gran font circular. És també presidenta de l'Associació Espanyola de la Rosa. L'any 2013, aconsegueixen el premi a la millor rosa d'Espanya front a 80 varietats en el concurs internacional de l'Ajuntament de Madrid.
Disposen d'unes instal·lacions per al conreu i investigació, amb una superfície de més de 40 hectàrees que agrupen els terrenys total de cultiu que posseeixen a Sevilla i València. A més, compten amb modernes instal·lacions per al cultiu protegit, amb tecnologia d'avantguarda per a la producció de plantes de roser amb 8.000 m² coberts entre hivernacles, vivers i cambres frigorífiques.